# Alois Scheiwiler
Alois Scheiwiler (Gossau, 4 aprile 1872 – San Gallo, 20 luglio 1938) è stato un vescovo cattolico svizzero.

## Biografia
Dottore in teologia, fu vescovo della diocesi svizzera di San Gallo - in tedesco Sankt Gallen - dal 28 agosto 1930, consacrato dall'allora cardinale Eugenio Maria Giuseppe Pacelli, fino al 20 luglio 1938, data della sua morte.
Fu presidente centrale della Christlichsozialen Arbeiterorganisationen, ossia delle organizzazioni cristiano sociali dei lavoratori e, dal 1919, canonico di Domkatechet.

## Genealogia episcopale
La genealogia episcopale è:
- Cardinale Scipione Rebiba
- Cardinale Giulio Antonio Santori
- Cardinale Girolamo Bernerio, O.P.
- Arcivescovo Galeazzo Sanvitale
- Cardinale Ludovico Ludovisi
- Cardinale Luigi Caetani
- Cardinale Ulderico Carpegna
- Cardinale Paluzzo Paluzzi Altieri degli Albertoni
- Papa Benedetto XIII
- Papa Benedetto XIV
- Papa Clemente XIII
- Cardinale Marcantonio Colonna
- Cardinale Giacinto Sigismondo Gerdil, B.
- Cardinale Giulio Maria della Somaglia
- Cardinale Carlo Odescalchi, S.I.
- Cardinale Costantino Patrizi Naro
- Cardinale Lucido Maria Parocchi
- Papa Pio X
- Papa Benedetto XV
- Papa Pio XII
- Vescovo Alois Scheiwiler